# Craig Tiley
Craig Tiley, né vers 1962 à Durban, est un dirigeant de tennis sud-africain.
Il est le directeur de l'Open d'Australie depuis 2006.

## Biographie
Craig Tiley sort diplômé en économie de l'université de Stellenbosch en 1983. Bon joueur de tennis, il tente ensuite sa chance sur le circuit professionnel, sans rencontrer le succès. Après avoir effectué son service militaire, il se rend aux États-Unis en 1986 où il obtient un master en kinésiologie à l'université du Texas à Tyler.
En 1992, il est recruté par l'université de l'Illinois à Urbana-Champaign et devient l'année suivante entraîneur de l'équipe universitaire. Il remporte le Championnat NCAA par équipe en 2003 avec un nombre record de 32 victoires pour aucune défaite. Le record sera porté en 2004 à 64 victoires consécutives. Durant ses fonctions en Illinois, il entraîne plusieurs joueurs qui feront carrière sur le circuit ATP tels que Kevin Anderson, Rajeev Ram ou encore Amer Delić. Il a aussi été pendant un temps l'entraîneur personnel de Wayne Ferreira.
Fin 1998, il remplace Danie Visser en tant que capitaine de l'équipe d'Afrique du Sud de Coupe Davis. Il occupe ce poste jusqu'en 2001, date à laquelle il cède sa place à Kevin Curren.
En 2005, il quitte son emploi à l'université de l'Illinois pour devenir directeur du développement des joueurs auprès de Tennis Australia. En 2006, il est nommé directeur de l'Open d'Australie en remplacement de Paul McNamee. En 2013, il remplace Steve Wood à la tête de Tennis Australia.